# Hajánky
Hajánky jsou vesnice, část města Tišnov v okrese Brno-venkov v Jihomoravském kraji. Nacházejí se v Boskovické brázdě, asi 4 km na severovýchod od Tišnova, na okraji přírodního parku Svratecká hornatina. Žije zde 68 obyvatel.
Hajánky leží v katastrálním území Hájek u Tišnova o výměře 2,89 km².

## Historie
První písemná zmínka o vsi je z roku 1832. V letech 1850–1980 byly Hajánky součástí Hájku, od roku 1980 jsou součástí Tišnova.

## Obyvatelstvo
| Rok            | 1869 | 1880 | 1890 | 1900 | 1910 | 1921 | 1930 | 1950 | 1961 | 1970 | 1980 | 1991 | 2001 | 2011 | 2021 |
| -------------- | ---- | ---- | ---- | ---- | ---- | ---- | ---- | ---- | ---- | ---- | ---- | ---- | ---- | ---- | ---- |
| Počet obyvatel | 218  | 220  | 202  | 223  | 216  | 207  | 192  | 132  | 120  | 112  | 78   | 53   | 58   | 69   | 68   |
| Počet domů     | 38   | 38   | 38   | 38   | 38   | 38   | 38   | 39   | —    | 31   | 28   | 36   | 39   | 38   | 38   |

Vývoj počtu obyvatel

## Fotogalerie

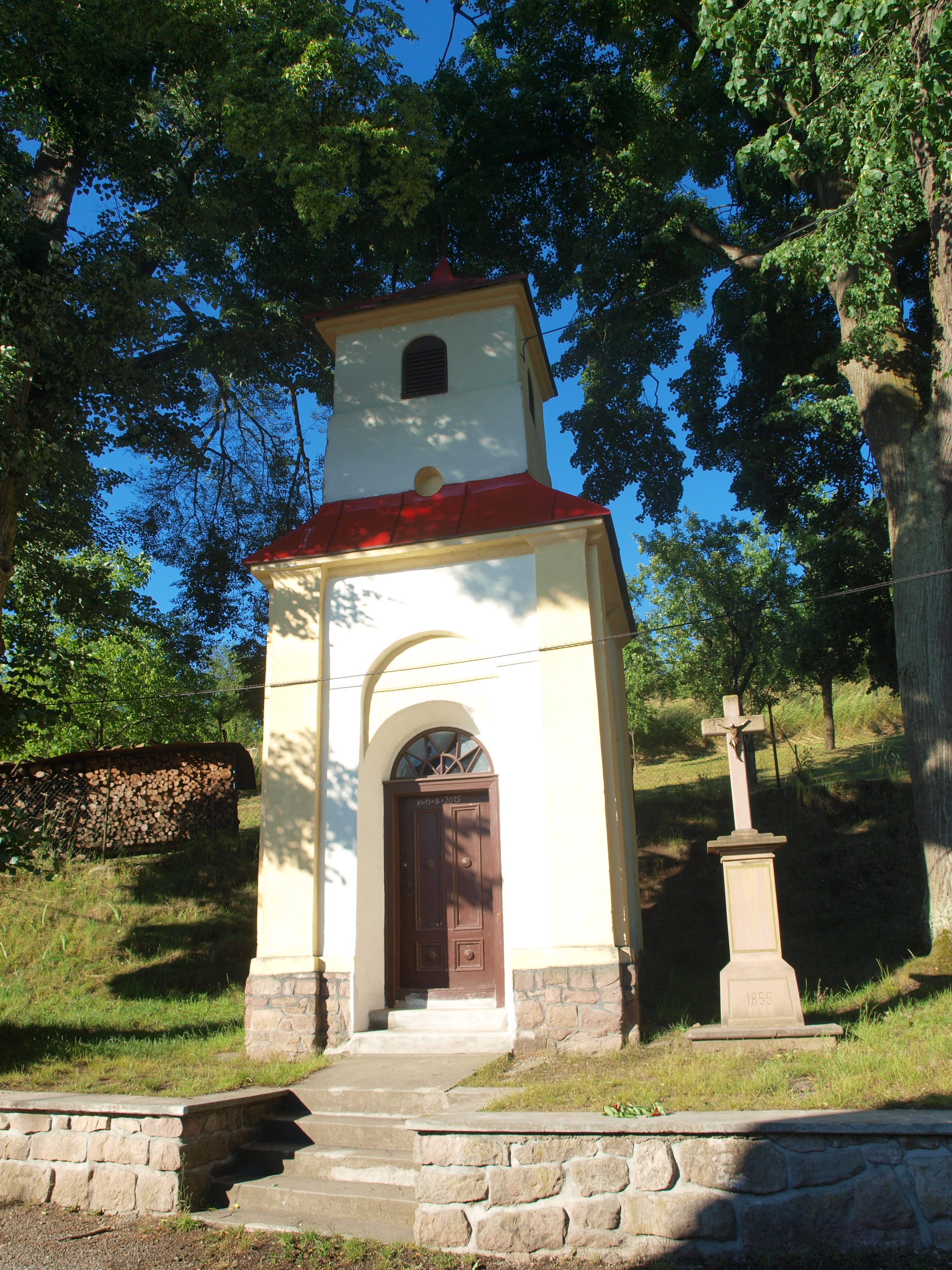
Kaple Narození Panny Marie
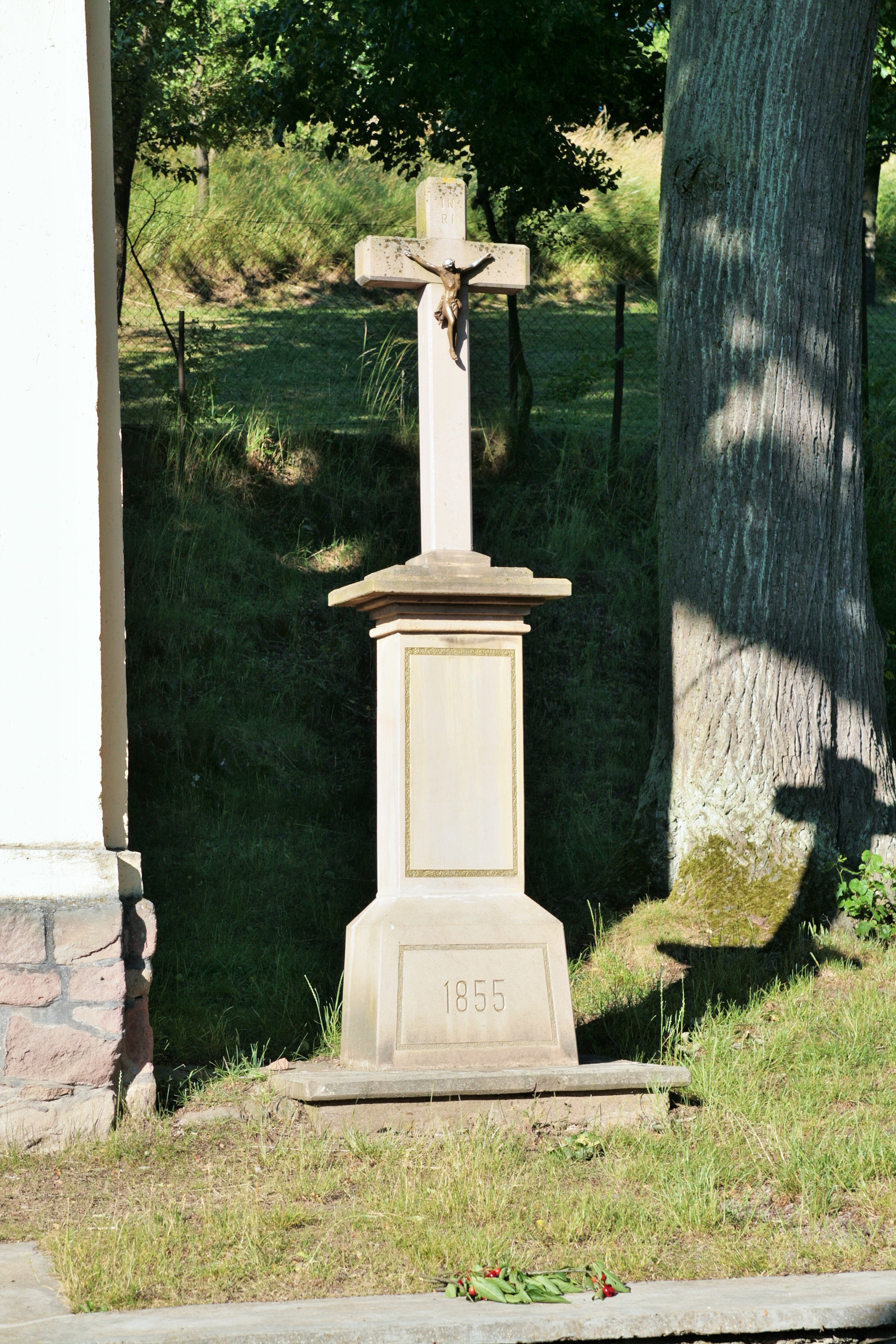
Kříž u kaple